# Amanita Design
Amanita Design — незалежна студія-розробник відеоігор, розташована в Чехії в місті Брно. Вона була заснована в 2003 році Якубом Дворські після того, як він закінчив Академію Мистецтв у Празі з безкоштовною онлайн флеш-грою під назвою Samorost, зробленої ним для випускного проекту. У 2005 році Вацлав Блін приєднався до Якуба як аніматор студії, і після був створений Samorost 2. Зараз у студії працює 8 чоловік. Крім комп'ютерних ігор, Amanita Design створила кілька музичних відео, веб -сайтів, мультипликаций, ілюстрацій, а також займається виробничим дизайном.
26 березня студія заявила що з 26 березня по 2 квітня усі 100% коштів від продажу ігор та DLC будуть направлятися на допомогу Україні.

## Ігри
- 2003 — Samorost (point'&'click квест)
- 2004 — Rocketman (короткий квест для Nike)
- 2005 — Samorost 2 (point'&'click квест)
- 2007 — The Quest For The Rest (короткий квест для групи Polyphonic spree)
- 2008 — Questionaut (point'&'click квест для BBC)
- 2009 — Machinarium (перша повноцінна гра)
- 2011 — Osada (інтерактивне музичне відео)
- 2012 — Botanicula (друга повноцінна гра)
- 2016 — Samorost 3 (третя повноцінна гра)
- 2018 — Chuchel ((point'&'click квест)
- 2019 — Creaks (горрор-платформер)
- 2021 — Happy Game (горрор повноцінна гра)

## Сторонні проекти
- Kooky (книга і фільм про ляльку)
- Shy dwarf (короткий платформер від Яромира Плаші)
- Plantage (музичне відео для Under Byen)
- Na tu svatbu (музичне відео для Kamil Jasmín)
- Nusle (короткий ролик)
- Psyride (псітрансове музичне відео)
- Blanka Šperková (флеш вебсайт)
- Podvědomím (флеш вебсайт)
- Pantry (вебгра)

## Команда
- Якуб Дворскі
- Вацлав Блін (Головний аніматор)
- Давид Оліва (Програміст)
- Томаш Дворак (Floex) (Музикант)
- Томаш Дворак (Pif) (Звукорежисер)
- Адольф Лахман (Художник)
- Яромир Плахий (Аніматор)
- Ян Вернер (Програміст)

## Нагороди
Machinarium
- Annual Independent Games Festival — Excellence in Visual Art Award (2009)
- DICE Awards — Nomination for 13th Annual Interactive Achievement Awards (2009)
- Gamasutra — Найкраща інді-гра 2009
- VGChartz.com — Найкраща інді-гра 2009
- PC Gamer — Найкращий Саундтрек 2009

Samorost 2
- Flashforward Film Festival — Переможець в номінації Найкращий звук (2006)
- Seoul net festival — Найкращий вебпроект (2006)
- Webby Award — Переможець в ігровій категорії (2007)
- Annual Independent Games Festival — Найкраща браузерна гра (2007)

Samorost
- Top Talent Award — Номінант (2003)
- Webby Award — Номінант (2004)

Questionaut
- British Academy Award (BAFTA) — Номінант (2009)
- Mochis Award — Best Game Art (2009)

## Цікаві факти
- Amanita — латинська назва мухоморів (звідси і своєрідно зображений мухомор на емблемі студії)